# Kiespijn (gebitsaandoening)

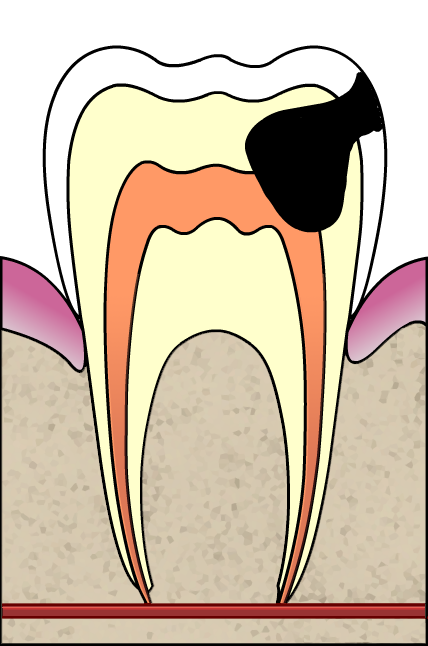
Aangetaste zenuw

Kiespijn, pijn in tanden of kiezen, is vaak het gevolg van pulpitis. Als de tandpulpa ontstoken raakt - wat pulpitis genoemd wordt - kan er hevige pijn ontstaan. Kiespijn staat bekend als een zeer pijnlijke aandoening en de behandeling ervan bij de tandarts wordt door velen als onaangenaam ervaren. Bij de behandeling kan de tandarts een verdoving toepassen. 

## Oorzaak
Onbehandeld tandbederf is regelmatig de oorzaak van een groot aantal ernstige tandheelkundige problemen die kunnen leiden tot kiespijn.